# Vojtěch Riedl
Vojtěch Riedl (* 18. března 2002, Zlín) je český hokejový obránce patřící týmu RI Okna Berani Zlín.

## Hráčská kariéra
Vojtěch Riedl je odchovancem zlínského hokeje, kde hrál za mládežnické kategorie. V juniorském týmu debutoval vlivem pandemie v turnaji O Pohár DHL v sezóně 2019/2020. Nejvyšší tuzemskou juniorskou soutěž – Juniorskou ligu akademií si zahrál ale až o sezónu později. Během jeho poslední juniorské sezóny zastával roli kapitána týmu a v základní části získal 25 bodů v 48 zápasech. V seniorském A-týmu Zlína si pak odbyl premiéru v sezóně 2021/2022, kdy odehrál 5 zápasů,[rozpor] nezaznamenal však bodový zisk. Po této sezóně zlínský klub sestoupil do 2. nejvyšší soutěže – Chance ligy. V sezóně 2022/2023 se představil ve zlínském dresu celkem v 44 utkáních, přičemž svůj první gól za seniorský tým Zlína vstřelil v 29. kole základní části na ledě Jihlavy. Během této sezóny nastoupil i za týmy z 2. ligy – Vyškov a Valašské Meziříčí. V sezóně 2023/2024 hrál zejména v druholigovém celku Hodonína a zaskakoval i v A-týmu Zlína.
Odehrál také 5 turnajových zápasů za reprezentaci Zlínského kraje do 15 let.

## Osobní život
Byl žákem Gymnázia a Jazykové školy s právem státní jazykové zkoušky Zlín.

## Statistiky
| Sezóna      | Klub                       | Soutěž       |           | Základní část | Základní část | Základní část | Základní část | Základní část |   | Play off | Play off | Play off | Play off | Play off |
| Sezóna      | Klub                       | Soutěž       | Z         | G             | A             | B             | TM            | Z             | G | A        | B        | TM       |          |          |
| 2016/2017   | PSG Zlín U16               | ČHL-16       | 29        | 1             | 3             | 4             | 6             | 3             | 0 | 0        | 0        | 0        |          |          |
| 2017/2018   | Aukro Berani Zlín U16      | ČHL-16       | 37        | 8             | 12            | 20            | 43            | 2             | 1 | 0        | 1        | 0        |          |          |
| 2017/2018   | Aukro Berani Zlín U18      | ČHL-18       | 4         | 0             | 0             | 0             | 0             | —             | — | —        | —        | —        |          |          |
| 2018/2019   | PSG Berani Zlín U19        | ČHL-19       | 13        | 0             | 3             | 3             | 4             | —             | — | —        | —        | —        |          |          |
| 2019/2020   | PSG Berani Zlín U20        | DHL Cup      | 26        | 0             | 3             | 3             | 8             | —             | — | —        | —        | —        |          |          |
| 2019/2020   | VHK ROBE Vsetín U20        | 2. ČHL-20    | 39        | 5             | 6             | 11            | 16            | 3             | 0 | 1        | 1        | 2        |          |          |
| 2020        | PSG Berani Zlín U20        | DHL Supercup | 7         | 0             | 0             | 0             | 4             | —             | — | —        | —        | —        |          |          |
| 2020/2021   | PSG Berani Zlín U20        | ČHL-20       | 10        | 0             | 2             | 2             | 4             | —             | — | —        | —        | —        |          |          |
| 2021/2022   | PSG Berani Zlín U20        | ČHL-20       | 48        | 7             | 18            | 25            | 34            | —             | — | —        | —        | —        |          |          |
| 2021/2022   | PSG Berani Zlín            | ČHL          | 5[rozpor] | 0             | 0             | 0             | 4             | —             | — | —        | —        | —        |          |          |
| 2022/2023   | PSG Berani Zlín            | 2. ČHL       | 29        | 1             | 1             | 2             | 14            | 13            | 1 | 1        | 2        | 2        |          |          |
| 2022/2023   | Hokej Vyškov               | 3. ČHL       | 4         | 0             | 1             | 1             | 0             | —             | — | —        | —        | —        |          |          |
| 2022/2023   | HC Bobři Valašské Meziříčí | 3. ČHL       | 7         | 1             | 2             | 3             | 2             | —             | — | —        | —        | —        |          |          |
| 2022/2023   | PSG Berani Zlín            | ČHL          | 4         | 0             | 0             | 0             | 0             | —             | — | —        | —        | —        |          |          |
| 2023/2024   | Berani Zlín                | 2. ČHL       | 17        | 0             | 1             | 1             | 8             | 15            | 4 | 1        | 5        | 6        |          |          |
| 2023/2024   | SHKM Baník Hodonín         | 3. ČHL       | 19        | 5             | 5             | 10            | 10            | —             | — | —        | —        | —        |          |          |
| 2024/2025   | RI Okna Berani Zlín        | 2. ČHL       | 44        | 0             | 5             | 5             | 10            | 16            | 1 | 0        | 1        | 2        |          |          |
| 2024/2025   | SHKM Baník Hodonín         | 3. ČHL       | 3         | 0             | 2             | 2             | 0             | —             | — | —        | —        | —        |          |          |
| 2025/2026   | RI Okna Berani Zlín        | 2. ČHL       |           |               |               |               |               |               |   |          |          |          |          |          |
| ČHL celkově | ČHL celkově                | ČHL celkově  | 9[rozpor] | 0             | 0             | 0             | 4             | —             | — | —        | —        | —        |          |          |